# Sveno Magni Oxelgreen
Sveno Magni Oxelgreen, född 2 augusti 1648 i Visingsö församling, Jönköpings län, död 3 augusti 1691 i Visingsö församling, Jönköpings län, var en svensk präst.

## Biografi
Sveno Magni Oxelgreen föddes 1648 i Visingsö församling. Han blev 1662 student vid Braheskolan och senare student vid Kungliga Akademien i Åbo. Oxelgreen disputerade i Åbo 1677 (De praesidiis humanae ratiocinationis circa causam mali, pres. E. Svenonius). År 1679 blev han konrektor vid Braheskolan och komminister i Visingsö församling. Han prästvigdes 11 november 1679. Oxelgreen blev 1686 kyrkoherde i Visingsö församling, tillträde 1687. Han avled 1691 i Visingsö församling.

### Familj
Oxelgreen gifte sig 24 juli 1681 med Anna Andersdotter Kylandra (född 1663). Hon var dotter till kyrkoherden Andreas Andori Kylander i Lommaryds församling. De fick tillsammans barnen Christina (1684–1687), Catharina, kyrkoherden Magnus Oxelgreen (född 1686) i Skärstads församling och Anna (1688–1766) som var gift med häradsskrivaren Nils Nordström och häradsskrivaren Anders Lindbom och komministern Andreas Horneer. Efter Oxelgrens död gifte Kylandra om sig med kyrkoherden Harald Almquist i Visingsö församling.